# Lycopodiella hydrophila
Lycopodiella hydrophila är en lummerväxtart som först beskrevs av Cornelis Rugier Willem Karel van Alderwerelt van Rosenburgh, och fick sitt nu gällande namn av P.J.Edwards. Lycopodiella hydrophila ingår i släktet strandlumrar, och familjen lummerväxter. Inga underarter finns listade i Catalogue of Life.